# Molophilus avernus
Molophilus avernus är en tvåvingeart som beskrevs av Alexander 1969. Molophilus avernus ingår i släktet Molophilus och familjen småharkrankar. Inga underarter finns listade i Catalogue of Life.